# 京都燈雪節
京都燈雪節（日語：京都イルミエール）為於日本京都府舉辦的燈會活動，自2012年開始舉辦。活動期間從10月底起至4月初，舉辦地點位於京都府南丹市。
從2018年開始改成不分季節、全年無休的活動。

## 外部連結
- 京都燈雪節 2016-2017 （页面存档备份，存于）（中文）